# 6884 Такесісато
6884 Такесісато (6884 Takeshisato) — астероїд головного поясу, відкритий 17 жовтня 1960 року.
Тіссеранів параметр щодо Юпітера — 3,597.
Названо на честь Такесі Сато (яп. たけし・さとう(佐藤健) такесі сато:).